# Krists Neilands
Krists Neilands, né le 18 août 1994 à Ventspils, est un coureur cycliste letton. Il évolue au sein de l'équipe Israel-Premier Tech depuis 2017.

## Biographie
En août 2018, il termine 48e du championnat d'Europe sur route à Glasgow. 
Au début de l'été 2019, il s'adjuge le titre de champion de Lettonie du contre-la-montre

## Palmarès
- 2011
  - 2e du championnat de Lettonie du contre-la-montre juniors
  - 3e du championnat de Lettonie sur route juniors
- 2012
  - 3e étape de l'Auksinių Kopų
  - Tour de la région de Łódź :
    - Classement général
    - 2e étape

  - 2e du championnat de Lettonie du contre-la-montre juniors
  - 3e de l'Auksinių Kopų
- 2013
  - 3e du championnat de Lettonie sur route espoirs
- 2014
  -  Champion de Lettonie du contre-la-montre espoirs
  - XSports Kauss Cup :
    - Classement général
    - 1re étape

  - 3e du championnat de Lettonie sur route espoirs
- 2015
  -  Champion de Lettonie sur route espoirs
  -  Champion de Lettonie du contre-la-montre espoirs
  - 3e étape du Tour de Bornéo
  - 2e du championnat de Lettonie sur route
- 2016
  -  Champion de Lettonie sur route espoirs
  -  Champion de Lettonie du contre-la-montre espoirs
- 2017
  -  Champion de Lettonie sur route
  - 5e étape du Tour d'Azerbaïdjan
  - 3e du championnat de Lettonie du contre-la-montre
- 2018
  -  Champion de Lettonie sur route
  - À travers le Hageland
  - 3e de la Classique d'Ordizia
- 2019
  -  Champion de Lettonie du contre-la-montre
  - Tour de Hongrie : 
    - Classement général
    - 2e et 4e étapes

  - Grand Prix de Wallonie
  - 2e du Tour des Asturies
  - 3e de l'Arctic Race of Norway
- 2022
  - 2e du championnat de Lettonie du contre-la-montre
- 2023
  - 2e du championnat de Lettonie du contre-la-montre
- 2025
  - 3e du championnat de Lettonie sur route

## Résultats sur les grands tours

### Tour de France
5 participations
- 2020 : 85e
- 2022 : 79e
- 2023 : 50e
- 2024 : 66e
- 2025 : 88e

### Tour d'Italie
3 participations
- 2018 : 73e
- 2019 : 100e
- 2021 : non-partant (2e étape)

## Classements mondiaux
| Année                                 | 2013 | 2014 | 2015 | 2016 | 2017 | 2018 | 2019 | 2020 | 2021 | 2022 | 2023 | 2024 |
| ------------------------------------- | ---- | ---- | ---- | ---- | ---- | ---- | ---- | ---- | ---- | ---- | ---- | ---- |
| Classement mondial                    |      |      |      | 809e | 422e | 178e | 116e | 792e | 356e | 441e | 229e | 412e |
| UCI Europe Tour                       | 786e | 834e | 240e | 545e | 225e | 74e  | 96e  | 632e | 298e | 352e | nc   | nc   |
| UCI Asia Tour                         | nc   | nc   | 72e  | 615e | nc   | nc   |      |      |      |      |      |      |
| UCI America Tour                      | nc   | nc   | nc   | 510e | nc   | nc   |      |      |      |      |      |      |
| UCI Oceania Tour                      | nc   | nc   | nc   | nc   | nc   | 49e  |      |      |      |      |      |      |
|                                       |      |      |      |      |      |      |      |      |      |      |      |      |
| Légende : nc = non classéSource : UCI |      |      |      |      |      |      |      |      |      |      |      |      |

## Distinctions
- Cycliste letton de l'année : 2019